# Wioletta Białk
Wioletta Białk (ur. 18 października 1974 w Chorzowie) – sopranistka, aktorka.

## Życiorys
Studiowała w latach 1994–2000 w Akademii Muzycznej w Katowicach na Wydziale Wokalno-Aktorskim pod kierunkiem prof. Alicji Słowakiewicz-Wolańskiej. Była stypendystką Ministra Kultury oraz Prezydenta Miasta Chorzowa. Występowała w bytomskiej Operze Śląskiej, poznańskim Teatrze Wielkim. Była solistką Teatru Muzycznego w Gliwicach, występuje w chorzowskim Teatrze Rozrywki. Występowała także z solistami i dyrygentami ze świata muzycznego, m.in. w trakcie Festival Opera Tigre w Buenos Aires i na Międzynarodowym Festiwalu Teatralnym w Wuzhen. Prowadzi zajęcia fakultatywne dotyczące opracowania partii musicalowych na Akademii Muzycznej w Katowicach i lekcje śpiewu w Państwowej Szkole Muzycznej I i II stopnia im. Grzegorza Fitelberga w Chorzowie.

## Dorobek artystyczny
Opera Śląska w Bytomiu:
- Zaczarowany bal czyli krasnoludki, krasnoludki jako Kopciuszek[4]

Gliwicki Teatr Muzyczny:
- Hello, Dolly jako Irena Molloy
- Kwiat Hawaii jako Bessie
- Wiedeńska krew jako Pepi
- Zemsta nietoperza jako Adela
- Anna Karenina jako Kitty Szczerbacka, w drugiej obsadzie jako Anna Karenina
- Ragtime jako Matka, w drugiej obsadzie jako Sarah
- Dajcie mi tenora jako Maggie
- 42 ulica jako Dorothy Brock
- Bulwar zdradzonych marzeń jako Jagoda

Teatr Wielki im. Stanisława Moniuszki w Poznaniu:
- Così fan tutte (KV 588) jako Despina

Teatr Rozrywki w Chorzowie:
- Jekyll & Hyde jako Lucy Harris
- Niedziela w parku z Georgiem jako Dot / Marie
- Billy Elliot jako Mama Billy’ego oraz Babcia Billy’ego
- Młody Frankenstein jako Elżbieta Benning
- Bulwar Zachodzącego Słońca jako Betty Schaefer
- Jak odnieść sukces w biznesie, zanadto się nie wysilając jako Smitty
- Stańczyk. Musical jako Zofia Jagiellonka
- Zakonnica w przebraniu jako Maria Robert[5]
- Pinokio. Il grande musical jako Angela
- Koty jako Grizabella[6]
- School of Rock jako Rosalie